# 韋赫奇山
71°23′S 163°42′E / 71.383°S 163.700°E
韋赫奇山（英語：Mount Verhage），是南極洲的山峰，位於維多利亞地的彭內爾海岸，處於史密森冰川源頭，屬於鮑爾斯山脈的一部分，海拔高度2,450米，美國地質調查局根據測量和該國海軍的空中照片繪入地圖，現時由南極條約體系管理。